# Nate Ebner
Nathan Ebner (Dublin, 14 dicembre 1988) è un ex rugbista a 7 ed ex giocatore di football americano statunitense che ha militato nel ruolo di safety nella National Football League. Fu scelto nel corso del sesto giro (197º assoluto) del Draft NFL 2012. Al college ha giocato a football e rugby ad Ohio State.
Nel 2016 è stato convocato nella nazionale di rugby a 7 degli Stati Uniti partecipando ai Giochi della XXXI Olimpiade a Rio de Janeiro.

## Carriera

### New England Patriots
Ebner fu scelto nel corso del sesto giro del Draft 2012 dai New England Patriots. Il 21 maggio firmò il suo contratto quadriennale con la franchigia. Nella sua stagione da rookie disputò 15 partite, principalmente come membro degli special team, mettendo a segno 14 tackle. Nel 2016 fu inserito nel Second-team All-Pro come special teamer.
Il 5 febbraio 2017 vince il suo secondo Super Bowl, il LI, disputato dai Patriots contro gli Atlanta Falcons e vinto dai primi, ai tempi supplementari (prima volta nella storia del Super Bowl), con il punteggio di 34-28.
Alla fine della stagione 2018 Ebner vinse il Super Bowl LIII battendo i Los Angeles Rams per 13-3, conquistando il suo terzo anello.

### New York Giants
Il 26 marzo 2020 Ebner firmò un contratto di un anno con i New York Giants.

## Palmarès

### Franchigia
- Super Bowl : 3

New England Patriots: XLIX, LI, LIII
- American Football Conference Championship: 4

New England Patriots: 2014, 2016, 2017, 2018

### Individuale
- Second-team All-Pro: 1

2016